# Marcipa nyei
Marcipa nyei là một loài bướm đêm trong họ Erebidae.